# Squalus rancureli
El galludo cirano (Squalus mitsukurii) es un escualiforme de la familia Squalidae, que habita en el Pacífico centrooccidental entre las latitudes 16º S y 18º S a profundidades de entre 320 y 400 m. Su longitud máxima es de 77 cm.
Su reproducción es ovovivípara.